# Encore un autre hiver
Singles de Les enfoirés
Un jour de plus au paradis
(2011) Attention au départ
(2013)
Encore un autre hiver est une chanson des Enfoirés sortie le 9 janvier 2012. Le single entre à la 15e place des ventes en France. La chanson est écrite par Jean-Jacques Goldman et Grégoire.